# Стар (гори)
Гори Стар, або Зоряні гори (нід. (колон.) Sterrengebergte; індонез. Pegunungan Bintang) — гірський хребет на заході Папуа-Нової Гвінеї (північний захід Західної провінції та південний захід провінції Сандаун) та у східній частині провінції Папуа, Індонезії.

## Географія

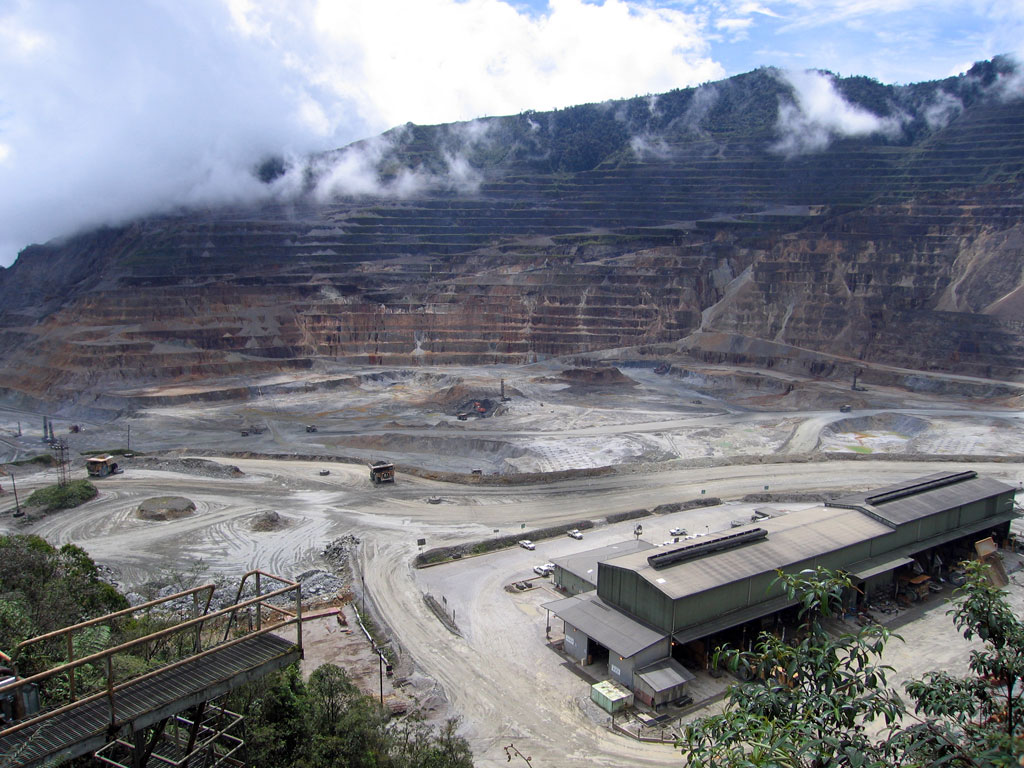
Кар'єр шати Ок-Теді

Гори розташовані в Центральному хребті острова Нова Гвінея і простягаються від гірського хребта Джаявіджая в східній частині Індонезії до хребта Гінденбург у Папуа-Новій Гвінеї. Гірський масив лежить на вапняковому плато, оточеному скелями заввишки до 1200 м. Найвищі вершини: гори Антарес (3970 м) та Капелла (3960 м).
В Індонезії округ (регентство) Пегунунган Бінтанг (індонез. Kabupaten Pegunungan Bintang) названий на честь гірського хребта (Пегунунган Бінтанг — індонезійська назва Зоряних гір), тоді як на честь нього в Папуа-Новій Гвінеї, названо сільську одиницю місцевого самоврядування (LLG) — Стар Моунтанс в Західній провінції.

## Історія
Першу офіційну «Західну експедицію» в гори очолив Ян Сніп, голландський колоніальний державний службовець, який працював в невеликому поселенні в долині «Сібіл». Експедиція, що почалася в квітні 1959, склала карту місцевості і зібрала антропологічні дані про мешканців, які жили в цьому районі. Експедиція використовувала два невеликих вертольота «Bell», але допустима висота підйому серйозно обмежувала їх ефективність, до того ж один з них розбився, змусивши членів експедиції більше покладатися на традиційну людську силу. Альпіністи експедиції 9 вересня 1959 року підкорили вершину гори Пунчак-Мандала (4760 м), розташовану у гірському хребті Джаявіджая.

## Клімат
У Зоряних горах щорічна кількість опадів становить понад 10 000   мм/рік, і хоча жодної офіційної наукової метеорологічної станції ніколи не було тут створено, вони вважається одним з найвологіших місць на землі.

## Мови
За кількістю незалежних мовних сімей, Зоряні гори є одним з найбільш лінгвістично різноманітними з регіонів Нової Гвінеї. До цих мовних сімей та ізолятів належать:
| - Pauwasi - Eastern Pauwasi - Western Pauwasi (Tebi–Towei) - Квомтарські - Fas, Baibai - Guriaso - Квомтарська, Nai-Biaka - П'ю - Бордерські - Kaure–Kosare | - Kapauri - Lepki-Murkim - Сенагійські (ангор-дера) - Tofanma-Namla - Elseng - Кембра - Кімкі - Молоф - Уску - Yetfa |